# Тагельцы
Тагельцы — упразднённое село в Шимановском районе Амурской области России. Исключено из учётных данных в 1980 году.

## География
Село располагалось в истоке реки Джатва, на расстоянии примерно 16 километров (по прямой) к юго-западу от окраины города Шимановск.

## История
По некоторым сведениям село было основано в 1927 году переселенцами из Горьковской и Черниговской областей. В 1930 году образована артель имени Ильича. Село входило в состав Шимановского Шимановского поселкового совета, а с 1954 г. относилось к Свободнотрудскому сельсовету. С 1961 года село являлось отделением совхоза «Шимановский», а с 1968 года — 3-е отделение совхоза «Георгиевский».
Решением Амурского исполкома от 27 мая 1980 года № 255, село Тагельцы исключено из учётных данных как несуществующее.